# ミラグロ/奇跡の地
『ミラグロ/奇跡の地』（The Milagro Beanfield War）は、1988年のアメリカ合衆国のドラマ映画。
原作はジョン・ニコルズの小説。ロバート・レッドフォードが監督し、ニコルズとデヴィッド・S・ウォードが脚本を執筆した。
第41回カンヌ国際映画祭のコンペティション外で上映された。

## ストーリー
ニューメキシコ州のミラグロという自然溢れる町にレジャーランド建設のために開発業者がやって来る。

## キャスト
※括弧内は日本語吹替
- ホセ・モンドラゴン - チック・ヴェネラ（咲野俊介）
- ルビー・アーチュレッタ - ソニア・ブラガ（沢海陽子）
- ハービー・プラット - ダニエル・スターン
- チャーリー・ブルーム - ジョン・ハード
- ナンシー・モンドラゴン - ジュリー・カーメン
- ショーティ - ジェームズ・ギャモン（中博史）
- バーニー・モントーヤ保安官 - ルーベン・ブラデス（多田野曜平）
- キリル・モンタナ - クリストファー・ウォーケン（水内清光）
- アマランテ・コルドヴァ - カルロス・リケルメ（英語版）
- サミー・カンツー町長 - フレディ・フェンダー
- ラッド・ディヴァイン - リチャード・ブラッドフォード（英語版）
- フロッシー・ディヴァイン - メラニー・グリフィス
- エマーソン・キャップス - ジェリー・ハーディン
- 知事 - M・エメット・ウォルシュ

## ノミネート
| 賞                     | 部門      | 候補者                | 結果       |
| ---------------------- | --------- | --------------------- | ---------- |
| アカデミー賞           | 作曲賞    | デイヴ・グルーシン    | 受賞       |
| ゴールデングローブ賞   | 作曲賞    | デイヴ・グルーシン    | ノミネート |
| Political Film Society | Democracy | 『ミラグロ/奇跡の地』 | 受賞       |
| Political Film Society | Exposé    | 『ミラグロ/奇跡の地』 | ノミネート |

## 日本語字幕
戸田奈津子